# ديتشين
ديتشين (بالتشيكية: Děčín)‏ هي بلدة في إقليم أوستي ناد لابم في جمهورية التشيك، وهي مركز مقاطعة ديتشين.
يبلغ عدد سكان هذه البلدة 49,833 حسب إحصاء في سنة 2014.

## توأمة
لديتشين اتفاقيات توأمة مع كل من:
- بيرنا
- يونافا
- برشيروف [6]

## أعلام
- فلاديمير شميتسر
- أدولف ويلهلم
- طوماش كراوس
- كارولينا كوركوفا
- فولفغانغ جيتشك